# Катарский диалект арабского языка
Катарский диалект арабского языка (араб. اللهجة القطرية‎) — одна из разновидностей арабского языка, которая вместе с диалектами ОАЭ, Бахрейна и Кувейта относится к восточноаравийской подгруппе аравийских диалектов.
Как и в других арабских странах, официальным языком Катара является литературный арабский язык, а в повседневной жизни коренные катарцы используют местный говор, в данном случае, катарский диалект. По данным на 2014 год (Университет Лаваля), в Катаре насчитывается 471 тыс. носителей диалектов Персидского залива, к которым относится катарский диалект (отдельной статистики нет). Различают северокатарский и южнокатарский диалекты.
Катарский диалект, в значительной степени сохранивший черты бедуинских говоров, отличается от других восточноаравийских диалектов более архаичным морфологическим строем и фонетической системой. В оседлых диалектах Катара фонема /k/ (араб. ك‎) реализуется как /t͡ʃ/.